# Xã Gardar, Quận Pembina, Bắc Dakota
Xã Gardar (tiếng Anh: Gardar Township) là một xã thuộc quận Pembina, tiểu bang Bắc Dakota, Hoa Kỳ. Năm 2010, dân số của xã này là 95 người.